# Pierre Akono
Pierre Ramses Pe Akono (* 29. Juni 2000) ist ein kamerunischer Fußballspieler.

## Karriere

### Verein
Akono spielte bis 2019 für den Eding Sport FC und gewann dort einmal den nationalen Pokal. Im Juli 2019 absolvierte er ein Probetraining beim österreichischen Bundesligisten SK Rapid Wien, wurde jedoch nicht verpflichtet. Im August 2019 wechselte er nach Belgien zur KAS Eupen, bei der er einen bis Juni 2023 laufenden Vertrag erhielt. Bis zum Ende der Saison 2020/21 hat er dort noch kein Pflichtspiel in der 1. Mannschaft absolviert und kommt nur in der Reserve zum Einsatz.

### Nationalmannschaft
Akono debütierte am 6. Juni 2019 in einem Testspiel gegen Sambia für die kamerunische A-Nationalmannschaft. Beim 2:1-Sieg wurde er in der Halbzeit für Petrus Boumal eingewechselt.

## Erfolge
Eding Sport FC
- Kamerunischer Pokalsieger: 2018